# Гуньки
Гу́ньки — село в Україні, в Омельницькій сільській громаді Кременчуцького району Полтавської області. Населення становить 85 осіб. Колишній орган місцевого самоврядування — Демидівська сільська рада.

## Географія
Село Гуньки знаходиться на правому березі річки Псел, вище за течією на відстані 3 км розташоване село Ламане, нижче за течією на відстані 2 км розташоване село Омельник. На відстані 1,5 км — село Демидівка.
Біля села розташовані два об'єкти природно-заповідного фонду: ландшафтний заказник загальнодержавного значення «Нижньопсільський» (уздовж берегів Псла) та геологічна пам'ятка природи місцевого значення «Головлева круча» (на правому березі вище за течією).

## Походження назви
Назва села імовірно походить від застарілого слова гуня — верхній одяг із домотканого грубого, переважно нефарбованого сукна.